# Тејушу (Ђурђу)
Тејушу (рум. Teiușu) насеље је у Румунији у округу Ђурђу. Oпштина се налази на надморској висини од 85 m.

## Становништво
Према подацима из 2002. године у насељу је живело 303 становника, од којих су сви румунске националности.